# Ксіномізіфра
Ксіномізіфра (грец. ξυνομυζήθρα) — традиційний грецький непастеризований сир, кислий варіант сиру мізіфра.
Ксіномізіфра виробляється з овечого молока та сироватки або із додаванням козячого молока. М'який сир, сніжно-білого кольору, кремової текстури, гранульований. Ксіномізіфру виготовляють різних розмірів і, як правило, у вигляді зрізаного конуса.
Ксіномізіфра критська має статус PDO, тобто перебуває під охороною за походженням.